# Thomas Wassberg
Thomas Wassberg (Lennartsfors, 27. ožujka 1956.) je umirovljeni švedski skijaški trkač.
Osvojio je Svjetski kup 1977. godine. Dobio je nagradu za najboljeg švedskog sportaša 1980 godine. On je međutim odbio primiti nagradu u znak prosvjeda na raniju odluku o dodjeli nagrade.
Wassberg je osvojio četiri zlatne medalje na Zimskim olimpijskim igrama u disciplinama 15 km (1980.), 50 km (1984.), i 4 x 10 km (1984., 1988.). Dva zlata osvojio je u Sarajevu 1984., a po jednu u Lake Placidu 1980. i Calgaryju 1988. Na Svjetskim skijaškim prvenstvima osvojio je tri zlata (50 km 1982., 30 km 1987., i 4 x 10 km 1987.), tri srebra (15 km 1985., 1987., 50 km 1987.), te jednu broncu (4 x 10 km 1985.). Osim toga, Wassberg je tri puta osvojio Holmenkollen Ski Festival u utrci na 50 km (1980., 1982. i 1987.) i dva puta u utrci na 15 km (1979., 1985.). Godine 1980. dobio je medalju Holmenkollen koju dodjeljuje Norveška.

## Vanjske poveznice
Thomas Wassberg na stranicama FIS-a  Arhivirana inačica izvorne stranice od 10. studenoga 2012. (Wayback Machine)